# Thiha Sithu
Thiha Sithu (* 10. Februar 1987 in Rangun) ist ein myanmarischer Fußballspieler.

## Karriere

### Verein
Thiha Sithu erlernte das Fußballspielen in der Yangon Youth Academy in Rangun. Seinen ersten Vertrag unterschrieb der Torwart 2009 bei Ayeyawady United. Der Verein aus Pathein spielte in der ersten Liga, der Myanmar National League. 2013 verließ er den Club und schloss sich dem Ligakonkurrenten Yadanarbon FC aus Mandalay an. 2014 und 2016 wurde er mit dem Club Meister des Landes. 2015 feierte er die Vizemeisterschaft. 2015 wechselte er zu Shan United. Der Verein aus Taunggyi spielte ebenfalls in der ersten Liga. 2018 wurde er mit dem Club Vizemeister. Ein Jahr später feierte er mit dem Club seine dritte Meisterschaft. Bis heute steht er bei Shan unter Vertrag.

### Nationalmannschaft
Seit 2009 spielt Thiha Sithu in der myanmarischen Nationalmannschaft.

## Erfolge und Auszeichnungen

### Erfolge
Yadanarbon FC
- 2014, 2016 – Myanmar National League – Meister
- 2015 – Myanmar National League – Vizemeister

Shan United
- 2018 – Myanmar National League – Vizemeister
- 2019 – Myanmar National League – Meister

### Auszeichnungen
- 2014 – Myanmar National League – Spieler des Jahres